# طوبال شويلياني
طوبال شويلياني (الاسم العلمي: Nyssa shweliensis) هو نوع من النباتات يتبع جنس الطوبال من الفصيلة القرانية.